# Pendino
Pendino ist der 11. von den 30 Stadtteilen (Quartieri) der süditalienischen Hafenstadt Neapel. Er gehört zum Historischen Zentrum (Centro Storico) und zählt sozioökonomisch gesehen zu dessen ärmeren Stadtteilen.

## Geographie und Demographie
Pendino ist 0,63 Quadratkilometer groß und hatte im Jahr 2009 15.588 Einwohner.